# Wipeout 64
Wipeout 64 (stylisé wipEout 64) est un jeu vidéo de course futuriste développé par Psygnosis et édité par Midway Games. Il est sorti en 1998 sur la console Nintendo 64.

## Système de jeu

### Circuits
Les sept circuits présents dans Wipeout 64 sont basés sur les tracés des jeux Wipeout et Wipeout 2097. En raison des limitations de la console Nintendo 64, la skybox ne consiste pas en une sphère texturée mais en une image en deux dimensions. 
- Klies Bridge : ce circuit est situé dans une station radar située au Groenland. Klies Bridge reprend une version inversée du tracé du circuit Talon's Reach présent dans Wipeout 2097.
- Qoron IV : le circuit prend place dans une série de tunnels sous-marins rejoignant une base sous-marine de recherche scientifique. Qoron IV est basé sur le tracé du circuit Altima VII présent dans Wipeout.
- Sokana : prenant place dans un environnement volcanique, Sokana reprend une version simplifiée du circuit Korodera de Wipeout, sans les embranchements.
- Dyroness : Dyroness est un circuit installé à côté d'une centrale hydroélectrique, son tracé est une version inversée du circuit Karbonis V présent dans Wipeout.
- Machaon II : situé en Amérique du Sud, Machaon II une version inversée du tracé du circuit Gare d'Europa de Wipeout 2097.
- Terafumos : prenant place sur un immense chantier de construction, Terafumos reprend une version simplifiée du circuit Silverstream de Wipeout, sans les embranchements.
- Velocitar : prenant place au Texas, milieu d'un terrain d'essais simulant la surface lunaire, Velocitar est le seul circuit de Wipeout 64 de conception originale.